# El Carmen kommun, Chile
El Carmen är en kommun i Chile.   Den ligger i provinsen Diguillín och regionen Ñuble, i den södra delen av landet, 400 km söder om huvudstaden Santiago de Chile.
I omgivningarna runt El Carmen växer i huvudsak städsegrön lövskog. Runt El Carmen är det glesbefolkat, med 14 invånare per kvadratkilometer.